# Birkirkara
Birkirkara é a maior cidade de Malta, tendo 25 000 habitantes (2004). Faz parte da aglomeração urbana da capital Valeta.